# Patrick Rafter
Patrick Rafter (28 de diciembre de 1972, Mount Isa, Queensland, Australia) es un extenista profesional australiano. Alcanzó el primer puesto del ranking mundial por una semana el 26 de julio de 1999, convirtiéndose así en el número 1 que menos tiempo ha ocupado el puesto en la historia del deporte. También es recordado por haber obtenido dos veces consecutivas el Abierto de Estados Unidos en 1997 y 1998 y por haber alcanzado dos veces consecutivas la final en Wimbledon en 2000 y 2001, así como también las semifinales de Roland Garros y del Abierto de Australia. Otros de sus logros más importantes son alcanzar 2 títulos Masters 1000 y 4 finales, además de 1 ATP 500 y 6 ATP 250, totalizando 11 títulos ATP y 14 finales. Se caracterizó por su juego agresivo de saque y volea.
Se retiró oficialmente del tenis en 2002 y su última competición fue la Copa Davis 2001 a los 28 años y siendo N.º 7 del ranking ATP. Sus razones fueron la falta de motivación para competir a alto nivel luego de sufrir una lesión que requería una larga recuperación tiempo en el cual además fue padre por primera vez.
En 2006 fue incluido al Salón de la Fama del Tenis.

## Breve regreso al profesionalismo
Jugó el Abierto de Australia 2014 en categoría dobles masculinos junto a su compañero Lleyton Hewitt, aunque fueron derrotados en primera ronda.

## Vida personal
Patrick nació en Queensland, y es el séptimo de nueve hijos. Empezó a jugar al tenis a los cinco años, junto con su padre y tres hermanos mayores. En abril de 2004, contrajo matrimonio en un resort en Fiyi con quien fue su novia por varios años, Lara Feltham. Actualmente ambos son padres de dos hijos.

## Clasificación histórica
| Torneo               | 1992 | 1993 | 1994 | 1995 | 1996 | 1997 | 1998 | 1999 | 2000 | 2001 | G-P   | Acumulado |
| -------------------- | ---- | ---- | ---- | ---- | ---- | ---- | ---- | ---- | ---- | ---- | ----- | --------- |
| Grand Slam           |      |      |      |      |      |      |      |      |      |      |       |           |
| Abierto de Australia | 1R   | 1R   | 3R   | 4R   | 2R   | 1R   | 3R   | 3R   | -    | SF   | 15-9  | 0         |
| Roland Garros        | -    | -    | 4R   | 1R   | 1R   | SF   | 2R   | 3R   | 2R   | 1R   | 12-8  | 0         |
| Wimbledon            | -    | 3R   | 2R   | 1R   | 4R   | 4R   | 4R   | SF   | F    | F    | 29-9  | 0         |
| US Open              | -    | 1R   | 3R   | 2R   | 1R   | G    | G    | 1R   | 1R   | 4R   | 20-7  | 2         |
| Gana-Perd            | 0–1  | 2–3  | 8–4  | 4–4  | 4–4  | 15–3 | 13–3 | 9–4  | 7–3  | 14–4 | 76-33 | 2         |
| Torneo de fin de año |      |      |      |      |      |      |      |      |      |      |       |           |
| Tennis Masters Cup   | -    | -    | -    | -    | -    | RR   | -    | -    | -    | RR   | 2-4   | 0         |
| ATP Masters Series   |      |      |      |      |      |      |      |      |      |      |       |           |
| Indian Wells         | -    | 1R   | 3R   | 3R   | -    | 1R   | 2R   | 2R   | 2R   | CF   | 9-8   | 0         |
| Miami                | -    | -    | SF   | 2R   | -    | 1R   | 1R   | 3R   | 4R   | SF   | 13-7  | 0         |
| Monte Carlo          | -    | -    | -    | 1R   | -    | -    | -    | -    | -    | -    | 0-1   | 0         |
| Roma                 | -    | -    | 1R   | 1R   | -    | 2R   | 1R   | F    | 1R   | -    | 6-6   | 0         |
| Hamburgo             | -    | -    | -    | 2R   | -    | -    | -    | -    | 1R   | -    | 1-2   | 0         |
| Canadá               | -    | -    | 1R   | 2R   | CF   | 2R   | G    | CF   | CF   | F    | 20-7  | 1         |
| Cincinnati           | -    | 1R   | 1R   | 3R   | 2R   | 3R   | G    | F    | -    | F    | 19-7  | 1         |
| Stuttgart            | -    | -    | 2R   | -    | -    | SF   | 2R   | -    | 2R   | -    | 4-4   | 0         |
| París                | -    | -    | 1R   | -    | -    | 2R   | 2R   | -    | 3R   | -    | 3-4   | 0         |